# Enrique San Francisco
Rogelio Enrique San Francisco Cobo, conocido como Quique San Francisco (Madrid, 10 de marzo de 1955-Ib., 1 de marzo de 2021), fue un humorista y actor español.

## Biografía

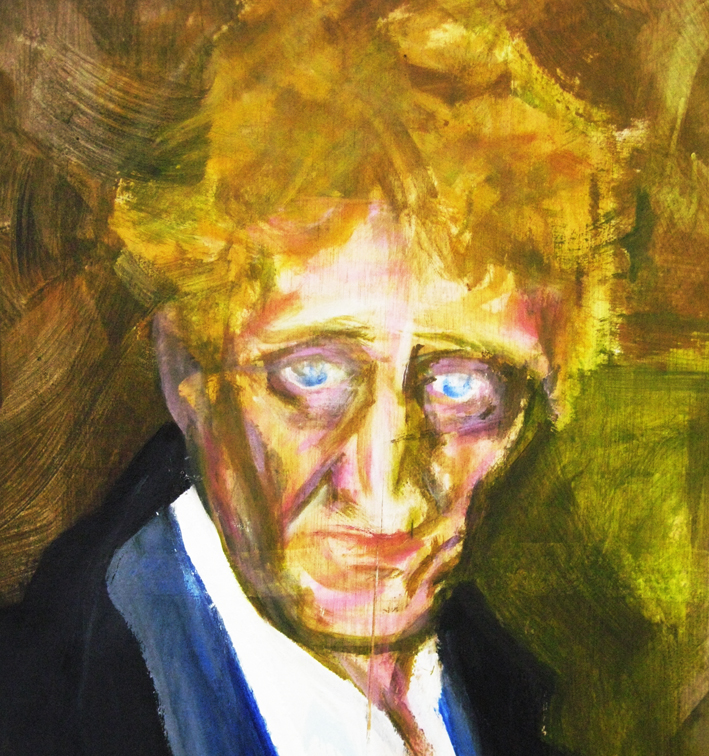
Retrato rápido del actor.

Es hijo de los actores Vicente Haro y Enriqueta Cobo (Queta Ariel), y hermano de padre de Vicente Haro Vidal. Aunque era natural de Madrid, su infancia transcurrió en Barcelona, donde vivía con su madre, y debutó en el cine con tan solo seis años tras haber hecho publicidad. En el teatro debutó dos años después, en El sueño de una noche de verano. En 1965 realizó su primera actuación televisiva, interviniendo como protagonista en la serie de Televisión Española Santi, botones de hotel, realizada en los estudios Miramar de Barcelona.
De joven se alistó en la Legión Española, llegando a ser francotirador, y no se reenganchó por presiones familiares. Cumplió el servicio militar en Gran Canaria, en el Regimiento de Tiradores de Infantería «Canarias 50», donde alcanzó el grado de cabo. Posteriormente ingresó en el Actors Studio, pero pronto abandonó los estudios.
Instalado en Madrid desde 1975 tras su paso por el Ejército y el Actors Studio, se dedicó desde entonces profesionalmente a la interpretación, habiendo estado su carrera muy determinada por sus peculiares rasgos físicos.
En 1975 participó en dos episodios de la serie de TVE El pícaro, de Fernando Fernán Gómez, donde, según el propio actor, fue doblado por el actor José Moratalla debido a la mala situación en la que se encontraba después de un viaje de excesos a Ibiza. En palabras del actor, esta experiencia le sirvió para aprender más de la disciplina de oficio.
Su carrera cinematográfica fue especialmente activa durante los años 1970 y la primera mitad de los años 1980, cuando estuvo enganchado a la heroína. Fue un actor señalado dentro del conocido como cine quinqui, sobre todo por ser uno de los pocos supervivientes que quedaban de aquella época. Dejó su huella en el género tras su intervención en varias películas dirigidas por Eloy de la Iglesia, como Navajeros (1980), Colegas (1982), y El pico (1983).
La noche del 24 de octubre de 2002 sufrió un accidente de tráfico, al ser embestido por detrás por un turismo, mientras estaba parado con su motocicleta en un cruce, esperando la señal de paso. Sufrió fracturas en la tibia y el peroné, y estuvo varias semanas en silla de ruedas y posteriormente, durante su rehabilitación, usando muletas. Pero esto no le mantuvo alejado de los escenarios, donde prosiguió en diversos espectáculos humorísticos, entre ellos El club de la comedia, programa donde era habitual su participación.
En los últimos años estuvo más centrado en televisión, destacando su papel de Tinín en la serie de TVE Cuéntame cómo pasó (2001-2008), si bien su personaje desapareció temporalmente de la serie, precisamente por su accidente de moto.
En teatro participó en varias obras, siendo las más destacadas Frankie y la boda (1965); Los ochenta son nuestros (1988), sustituyendo a Víctor Manuel García; La noche del sábado (1991); Decíamos ayer (1997); Entre fuerte y flojo (2004), con Pablo Motos; Hijos de mamá (2005), con Jorge Sanz; Misterioso asesinato en Manhattan (2007); El enfermo imaginario (2009); Arte (2010), ¡Se quieren! (2011), reposición de 2002 en la cual trabajó con Amparo Larrañaga; y Orquesta Club Virginia (2012), adaptación teatral de la película de 1992. Igualmente protagonizó los espectáculos Francamente... la vida según San Francisco (2001) y La crisis según San Francisco, Enriquecido, Pasen y beban, Pesadilla en la comedia y La penúltima.
En radio colaboró en No somos nadie, presentado por Pablo Motos, en M80 Radio. También participó en videoclips, con Loquillo y Trogloditas (El mánager), con Rosario Flores (Gypsy Funky Love Me Do) y con La Fuga (Humo y cristales).
Uno de sus últimos trabajos, a finales de 2020, fue para la campaña publicitaria de Navidad de la empresa Campofrío. Ambientada en la época del coronavirus y de forma cómica, San Francisco personificaba a la muerte.

## Fallecimiento
Enrique San Francisco fue ingresado el 23 de enero de 2021 por una neumonía bilateral. En el momento de su ingreso no podía respirar y apenas caminar. La prueba de COVID-19 dio negativa, pero la infección había llegado al riñón y a la sangre. El 5 de febrero fue ingresado en la UCI del Hospital Clínico San Carlos (Madrid) al empeorar su salud por la neumonía bilateral severa. Falleció el 1 de marzo de 2021, pocos días antes de cumplir 66 años. Fue incinerado al día siguiente, el 2 de marzo.

## Vida privada
Su apellido proviene de una pareja sentimental de su madre; pues, según el propio Enrique San Francisco, su madre estaba muy enfadada con su padre biológico, el actor Vicente Haro, y no quiso que llevara sus apellidos.
Tuvo una relación durante cuatro años con la cantante y actriz española Rosario Flores. En una entrevista para el programa Mi casa es la tuya de Bertín Osborne dijo: «Ha sido la relación más importante y más duradera que he tenido».
Sirvió como voluntario en la Legión Española tras su paso por el servicio militar obligatorio.

## Homenajes
El Ayuntamiento de Madrid le ha brindado varios homenajes. El 23 de junio de 2021 renombró el Teatro Galileo, situado en Chamberí, como Quique San Francisco en su honor. El 24 de octubre de 2022 puso una placa en el edificio en donde residió. El 6 de febrero de 2023 le dedicó una estrella en el Paseo del Cine, situado en la calle Martín de los Heros del distrito de Moncloa-Aravaca.

## Filmografía
- Hombres y mujeres de blanco (1962), de Enrique Carreras.
- Diferente (1962), de Luis María Delgado.
- Fin de semana (1964), personaje: Felipín, de Pedro Lazaga.
- El aprendiz de clown (1967), de Manuel Esteba Gallego.
- La banda del Pecas (1968), de Jesús Pascual Aguilar.
- Un invierno en Mallorca (1969), de Jaime Camino.
- Los crímenes de Petiot (1973), de José Luis Madrid.
- Estoy hecho un chaval (1975), de Pedro Lazaga.
- La larga noche de los bastones blancos (1977), de Javier Elorrieta.
- Las truchas (1978), de Jose Luis García Sánchez.
- Arriba Hazaña (1978), de José María Gutiérrez.
- Sentados al borde de la mañana, con los pies colgando (1978), de Antonio José Betancor.
- Navajeros (1980), de Eloy de la Iglesia.
- Maravillas (1981), de Manuel Gutiérrez Aragón.
- La mujer del ministro (1981), de Eloy de la Iglesia.
- Colegas (1982), de Eloy de la Iglesia.
- El pico (1983), de Eloy de la Iglesia.
- El pecador impecable (1987), de Augusto Martínez Torres.
- Amanece, que no es poco (1988), de José Luis Cuerda.
- Pareja enloquecida busca madre de alquiler (1990), de Mariano Ozores.
- La huella del crimen: El crimen del expreso de Andalucía (TV) (1991), de Imanol Uribe.
- Orquesta Club Virginia (1992), de Manuel Iborra.
- Acción mutante (1993), de Álex de la Iglesia.
- La mujer de tu vida: La mujer gafe (TV) (1994), de Imanol Uribe.
- La mujer de tu vida: La mujer vacía (TV) (1994), de Manuel Iborra.
- Tirano Banderas (1995), de José Luis García Sánchez.
- Así en el cielo como en la tierra (1995), de José Luis Cuerda.
- La ley de la frontera (1995), de Adolfo Aristarain.
- Belmonte (1995), de Juan Sebastián Bollaín.
- Hotel y domicilio (1995), de Ernesto Del Río.
- El asesino de la calle Pradillo (1996), de Pablo Barrera
- La leyenda de Balthasar el castrado (1996), de Juan Miñón.
- Pintadas (1997), de Juan Estelrich Jr.
- Pepe Guindo (1999), de Manuel Iborra.
- París-Tombuctú (1999), de Luis García Berlanga.
- Más pena que gloria (2001), de Víctor García León.
- El chocolate del loro (2004), de Ernesto Martín Ataz.
- Sinfín (2005), de Manuel Sanabria y Carlos Villaverde.
- Hot Milk (2005), de Ricardo Bofill Maggiora.
- La dama boba (2005), de Manuel Iborra.
- La crisis carnívora (2008), de Pedro Rivero.
- Save the Zombies (2013), de Federico López.
- Sin rodeos (2018), de Santiago Segura.
- 4 latas (2019), de Gerardo Olivares.

## Televisión
Series y ficciones
- Estudio 1 (1971-1980) en TVE.
- Los libros (1974-1977) en TVE.
- Cuentos y leyendas (1978) en TVE.
- Los pintores del Prado (1974) en TVE.
- El pícaro (1975) en TVE.
- Curro Jiménez (1976) en TVE.
- Proceso a Mariana Pineda (1984) en TVE.
- Miguel Servet, la sangre y la ceniza (1989) en TVE.
- La mujer de tu vida (1990-1994) en TVE.
- Compuesta y sin novio (1994) en Antena 3.
- Colegio Mayor (1994) en Telemadrid.
- Los ladrones van a la oficina (1993-1995) en Antena 3.
- Ni contigo ni sin ti (1998) en Televisa.
- Condenadas a entenderse (1998) en TVE.
- Ellas son así (1999) en Telecinco.
- Un paso adelante (2005) en Antena 3.
- Cuéntame cómo pasó (2001-2008) en TVE.
- Aída (2005) en Telecinco.
- Águila Roja (2015) en TVE.
- Gym Tony (2016) en Cuatro.
- Follow San Francisco (2019) en Flooxer, un docu-reality humorístico sobre la vida del actor.

Programas
- La bola de cristal (1987-1988) en TVE.
- La noche con Fuentes y cía (2001-2004) en Telecinco.
- Un, dos, tres... a leer esta vez (2004) en TVE.
- El club de la comedia (2000, 2001, 2002, 2003, 2004, 2011 y 2012) en Canal+ 1, Antena 3 y La Sexta.
- El hormiguero (2007-2021) (Invitado) en Cuatro (2007-2011) y Antena 3 (2011-2019).
- Mi casa es la tuya (2018) en Telecinco.

## Premios y nominaciones
Premios Anuales de la Academia «Goya»
| Año  | Categoría                                 | Película               | Resultado | Ref.   |
| ---- | ----------------------------------------- | ---------------------- | --------- | ------ |
| 1989 | Mejor interpretación masculina de reparto | El baile del pato      | Nominado  | [ 16 ] |
| 1992 | Mejor interpretación masculina de reparto | Orquesta Club Virginia | Nominado  | [ 16 ] |

Premios de la Unión de Actores
| Año  | Categoría                               | Película               | Resultado | Ref.   |
| ---- | --------------------------------------- | ---------------------- | --------- | ------ |
| 1992 | Mejor interpretación secundaria de cine | Orquesta Club Virginia | Nominado  | [ 16 ] |

Otros premios
- Premio del Festival Internacional de Cine de Gijón por El aprendiz de clown (1968), película dirigida por Manuel Esteba Gallego y donde trabajó junto a Charlie Rivel.[17]
- Premio «Mejor Actor» 1979. Ministerio de Cultura.[17]
- Premio del Festival de Cine de L'Alfàs del Pi por El asesino de la calle Pradillo (1996), cortometraje dirigido por Pablo Barrera y donde trabajó junto a Jacqueline Arenal.[16]
- Premio otorgado por la revista Toros y Teatro por su labor teatral (2009).[18]
- Premio «Mejor Presentador» del V Seriesland (Festival Internacional de Webseries de Bilbao) por el docu-reality Follow San Francisco (2019).[19]